# Тралита-Спилуэй
Трали́та-Спи́луэй (англ. Lake Trahlyta Spillway) — каскадный водопад в США искусственного происхождения. Находится в округе Юнион штата Джорджия в пределах национального парка Вогел. Высота падения — 27 метров.
Образовался на новом участке русла ручья Волф-Крик при выходе из пруда Тралита.
Водопад назван в честь девушки Тралита (англ. Trahlyta) из племени чероки, захороненной в нескольких километрах от парка, в ущелье Стоунпил.